# 前进派
前进派（俄語：Вперёд，IPA：[fpʲɪˈrʲɵt] ⓘ），又称前进集团（Группа «Вперёд»），是俄国社会民主工党的一个内部团体，分裂自布尔什维克。1909年12月，该团体于在亚历山大·波格丹诺夫和格里戈里·阿列克辛斯基的倡议下成立，成员包括召回派、最后通牒派、造神派和马赫主义者，因其出版了《前进》文集而得名。该团体主张在俄国社会民主工党内享有派系活动的自由，反对弗拉基米尔·列宁的“独裁”。他们反对俄国社会民主工党参加俄罗斯帝国第三届国家杜马，反对建立秘密的无产阶级政党，提倡无政府工团主义，实际上是“召回派”的另一种表现形式。1912年，该团体的成员与孟什维克取消派和列夫·托洛茨基的支持者组成反党的“八月联盟”。后来，该团体分裂为两派，一派以阿纳托利·卢那察尔斯基为首，另一派以阿列克辛斯基为首。由于未能获得工人的支持，该团体在1913年末停止活动。列宁认为它是机会主义团体。